# Abischai
Abischai (hebräisch אֲבִישַׁי Avīschaj) war im Alten Testament der älteste Sohn der Zeruja, der Schwester König Davids, und Krieger unter seinem Onkel David.

## Etymologie
Der hebräische Personenname „Abischai“ wird im Masoretischen Text hauptsächlich אֲבִישַׁי ’ǎvîšaj geschrieben, jedoch kommt auch die Schreibung אֲבְשַׁי ’ǎvšaj vor (in 2 Sam 10,10 , 1 Chr 2,16 , 19,11 . 15 ). Seine Bedeutung ist nicht eindeutig geklärt. Es könnte sich um einen Nominalsatznamen, bestehend aus Subjekt und Prädikat handeln. Subjekt ist das Substantiv אֲב ’āv „Vater“, welches auch das theophore Element ist, Prädikat das Substantiv יֵשׁ ješ „Vorhandensein“. Das Hebräische, wie es in den Personennamen vorliegt, konserviert eine ältere Sprachstufe als das Bibelhebräische. Dies äußert sich darin, dass es sich bei dem -î-, welches an das erste Substantiv angehängt ist, wohl nicht um eine Endung der 1. Person Singular („mein Vater“) handelt, sondern um einen funktionslosen Bindevokal und möglicherweise Überrest einer alten Kasusendung. Es ließe sich „Vater existiert“ übersetzten. Die Bezeichnung Gottes als Vater soll seine Beziehung zu den Menschen ausdrücken.
Ebenso könnte es sich um einen Verbalsatznamen, bestehend aus Subjekt und Prädikat handeln. Subjekt ist wieder das theophore Element אָב av „Vater“, Prädikat ist das Aktionsverb der Wurzel שׁמע šm‘ „hören“, wobei angenommen wird, dass der Name aus *אֲבִישָׁמָע *ǎvîšāmā‘ bzw. aus *אֲבְשָׁמָע *ǎvšāmā‘ verkürzt wurde. In diesem Fall wäre die Übersetzung „Vater hat gehört“.
Schließlich könnte auch eine Kurzform des Namens אַבְשָׁלוֹם ’avšālôm bzw. אַבִישָׁלוֹם ’avîšālôm „Vater ist Heil / Unversehrtheit“ vorliegen.
Die Septuaginta gibt den Namen als Αβεσσα Abessa wieder, die Vulgata als Abisai.
Heute ist Avischai die gebräuchliche Namensform.

## Biblische Erzählung
Der Name seines Vaters ist nicht erwähnt, als Mutter Abischais wird Zeruja genannt (2 Sam 16,9 ), seine Brüder sind Joab und Asaël (2 Sam 2,18 ). Seine Mutter war die Schwester König Davids (1 Chr 2,16 ).
Abischai begleitet David in das Lager Sauls, wo sie den Speer des Königs stahlen (1 Sam 26,6 ). Im Krieg gegen die Ammoniter unterstellt Joab ihm einen Teil des Heerbanns (2 Sam 10,10 ). Im Kampf gegen Abschalom macht David ihn zum Oberbefehlshaber über den dritten Teil des Heeres (2 Sam 18,2 ). Ferner erhält er (2 Sam 20,6 ) den Auftrag, die Rebellen unter Scheba zu verfolgen. Erwähnung findet er auch in der Liste der Helden Davids, nach der er David vor dem Philister Jischbi aus Nob rettet und diesen tötet. (2 Sam 21,17 ) Er war der Oberste der dreißig Helden Davids (2 Sam 23,18 ).